# Amblystegium intermedium x vernicosum
Amblystegium intermedium x vernicosum là một loài rêu trong họ Amblystegiaceae. Loài này được Lindb. & Arnell mô tả khoa học đầu tiên năm 1890.